# Gmundnerberg
Gmundnerberg är ett berg i Österrike.   Det ligger i distriktet Gmunden och förbundslandet Oberösterreich, i den centrala delen av landet, 200 km väster om huvudstaden Wien. Toppen på Gmundnerberg är 884 meter över havet, eller 310 meter över den omgivande terrängen. Bredden vid basen är 5,8 km.
Terrängen runt Gmundnerberg är huvudsakligen kuperad, men åt nordost är den platt. Närmaste större samhälle är Altmünster, 2,2 km öster om Gmundnerberg. 
Omgivningarna runt Gmundnerberg är en mosaik av jordbruksmark och naturlig växtlighet. Runt Gmundnerberg är det ganska tätbefolkat, med 70 invånare per kvadratkilometer.